# Vital L’Hoste
Vital L’Hoste (ur. 6 czerwca 1925 w Biez, zm. 26 marca 2011 w Namur) – belgijski bokser, brązowy medalista Mistrzostw Europy z roku 1947, olimpijczyk z Londynu z roku 1948.
W ćwierćfinale Mistrzostw Europy w Dublinie pokonał Polaka Franciszka Szymurę. W półfinale przegrał na punkty z reprezentantem Francji Léonem Nowiaszem. W walce o trzecie miejsce pokonał reprezentanta Anglii Kena Wyatta, zdobywając brązowy medal w kategorii półciężkiej. W 1948 reprezentował Belgię na Letnich Igrzyskach Olimpijskich 1948 w Londynie. L’Hoste rywalizację w kategorii półciężkiej rozpoczął od zwycięstwa w 1/16 finału nad Alejandro Arteche. Udział zakończył na 1/8 finału, w którym przegrał z reprezentantem Finlandii Harrym Siljanderem.